# Wapen van De Veenmarken

Wapen van het waterschap De Veenmarken

Het wapen van De Veenmarken werd op 20 augustus 1975 bij koninklijk besluit aan het waterschap De Veenmarken verleend. In 1992 ging het met het andere waterschap Reiderzijlvest op in Dollardzijlvest. Hiermee verviel het wapen.

## Blazoenering
De blazoenering luidt als volgt:
Gevierendeeld; in zilver een aan de vier hoeken gebastioneerde schans van goud, omboord van azuur en drie elkaar rakende kogels van keel, geplaatst één twee, omsluitend; en geschuinbalkt van zes stukken, tegenhermelijn en zilver; IV van zilver een hoorn van keel, geopend, beslagen en Gemond van goud, gesnoerd van azuur; over alles heen een smalle dwarsbalk van azuur. Het schild gedekt met een gouden kroon van drie bladeren en twee parels.
De heraldische kleuren zijn azuur (blauw), goud (geel), keel (rood) en zilver. Het wapen is in vier kwartieren verdeeld.

## Geschiedenis
Het nieuwe waterschap De Veenmarken werd in 1974 gevormd uit de waterschappen De Monden en De Runde. Het bestuur van het nieuwe waterschap wilde geen samenvoegingswapen, maar een totaal nieuw wapen. Het ontwerp van Gerlof Bontekoe werd door het bestuur akkoord bevonden en door de Hoge Raad van Adel toegekend.

## Symboliek
De schans symboliseert de drie schansen in het waterschap, de Valtherschans, de schans bij Roswinkel en de Emmerschans. De kogels dienen als vlakvulling, maar verwijzen ook naar de weerbaarheid van de drie schansen, die tegen een invasie uit oostelijk gelegen gebieden moesten beschermen. Het tweede en het derde kwartier met tegenhermelijn verwijzen naar de ontginning van het veen in het waterschap. Ten slotte verwijst de streep de naar de Koningsraai, een streep die op 5 december 1817 getrokken werd voor de marken van Drouwen, Buinen, Exloo, Valthe en de stad Groningen. Voor het trekken van de grens waren er nogal ruzies waar de grens zou moeten liggen.

## Vergelijkbare wapens

Het wapen van het veenschap Emmer-Erfscheidenveen
Het wapen van het waterschap De Monden
Het wapen van De Oude Vaart

Drentse Aa ·
Amsterdamscheveld ·
Bargerbeek ·
Eemszijlvest ·
Emmer-Erfscheidenveen ·
Hesselte ·
Hunze en Aa ·
Loo- en Drostendiep ·
Meppelerdiep ·
Middenveld ·
De Monden ·
Nijeveen-Kolderveen ·
Noordenveld ·
Oostermoerse Vaart ·
De Oude Vaart ·
Reest en Wieden ·
Riegmeer ·
De Runde ·
Smilde ·
't Suydevelt ·
De Veenmarken ·
De Vledder en Wapserveense Aa ·
Weerdinge ·
De Wold Aa ·
Wold en Wieden ·
Zuiveringsschap Drenthe